# Зубовська сільська рада (Спаський район)
Зу́бовська сільська рада (рос. Зубовский сельский совет) — сільське поселення у складі Спаського району Пензенської області Росії.
Адміністративний центр — село Новозубово.

## Населення
Населення — 496 осіб (2019; 657 в 2010, 715 у 2002).

## Склад
До складу сільської ради входять:
| Населений пункт  | Населення, осіб (2002) | Населення, осіб (2010) |
| ---------------- | ---------------------- | ---------------------- |
| Зубово, село     | 177                    | 148                    |
| Новозубово, село | 538                    | 509                    |